# Georges Ronsse
Georges Ronsse (Anversa, 4 marzo 1906 – Berchem, 4 luglio 1969) è stato un ciclista su strada, ciclocrossista e pistard belga.
Professionista dal 1926 al 1938, fu due volte campione del mondo di ciclismo su strada, nel 1928 e 1929, nonché vincitore della Parigi-Roubaix nel 1927 e della Liegi-Bastogne-Liegi nel 1925.

## Palmarès

### Strada
- 1925

Schaal Sels-Merksem
Liegi-Bastogne-Liegi
- 1927

Bordeaux-Parigi
Parigi-Roubaix
Grote Scheldeprijs
- 1928

Parigi-Bruxelles
Campionati del mondo, Prova in linea Professionisti
- 1929

Bordeaux-Parigi
Campionati del mondo, Prova in linea Professionisti
- 1930

Nationale Sluitingsprijs
Bordeaux-Parigi
1ª tappa Circuit du Midi (Tolosa > Agen)
Grand Prix Wolber
- 1932

4ª tappa Tour de France (Bordeaux > Pau)
- 1933

1ª tappa Giro del Belgio
4ª tappa Giro del Belgio

### Ciclocross
- 1929

Campionati belgi
- 1930

Campionati belgi

### Pista
- 1934

Campionati belgi, Mezzofondo
- 1935

Campionati belgi, Mezzofondo
- 1936

Campionati belgi, Mezzofondo

## Piazzamenti

### Grandi Giri
- Tour de France

1932: 5º
1933: ritirato (6ª tappa)

### Classiche monumento
- Giro delle Fiandre

1926: 9º
1929: 2º
- Parigi-Roubaix

1927: vincitore
1928: 2º
1929: 2º
1931: 4º
1932: 2º
- Liegi-Bastogne-Liegi

1925: vincitore
- Giro di Lombardia

1926: 13º

### Competizioni mondiali
- Campionati del mondo su strada

Nürburgring 1927 - In linea: ritirato
Budapest 1928 - In linea: vincitore
Zurigo 1929 - In linea: vincitore
Liegi 1930 - In linea: 3º